# Huntshaw
Huntshaw lub Hunshaw – wieś i civil parish w Anglii, w Devon, w dystrykcie Torridge. W 2011 civil parish liczyła 134 mieszkańców. Huntshaw jest wspomniana w Domesday Book (1086) jako Huneseue/Huneseua.